# Campionato mondiale femminile di pallacanestro 1979
La VIII edizione del Campionato mondiale di pallacanestro femminile si disputò in Corea del Sud dal 29 aprile al 13 maggio 1979.

## Sede delle partite
| Città | Impianto            |
| ----- | ------------------- |
| Seul  | Jangchung Gymnasium |

## Squadre partecipanti
| Gruppo A - Canada - Corea del Sud - Paesi Bassi - Bolivia | Gruppo B - Giappone - Francia - Brasile - Senegal | Gruppo C - Australia - Italia - Malaysia - Messico |

- Stati Uniti ammessa direttamente alla seconda fase.
- Messico ritirato.

## Risultati

### Turno preliminare

#### Girone A
| Squadra       | G | V | P | PF  | PS  | DP   | P.ti |
| ------------- | - | - | - | --- | --- | ---- | ---- |
| Canada        | 3 | 3 | 0 | 244 | 157 | +87  | 6    |
| Corea del Sud | 3 | 2 | 1 | 247 | 177 | +70  | 5    |
| Paesi Bassi   | 3 | 1 | 2 | 216 | 196 | +20  | 4    |
| Bolivia       | 3 | 0 | 3 | 108 | 285 | −177 | 3    |

#### Girone B
| Squadra  | G | V | P | PF  | PS  | DP   | P.ti |
| -------- | - | - | - | --- | --- | ---- | ---- |
| Giappone | 3 | 2 | 1 | 203 | 138 | +65  | 5    |
| Francia  | 3 | 2 | 1 | 193 | 166 | +33  | 5    |
| Brasile  | 3 | 2 | 1 | 219 | 188 | +31  | 5    |
| Senegal  | 3 | 0 | 3 | 127 | 250 | -123 | 3    |

#### Girone C
| Squadra   | G | V | P | PF  | PS  | DP   | P.ti |
| --------- | - | - | - | --- | --- | ---- | ---- |
| Australia | 2 | 2 | 0 | 198 | 90  | +108 | 4    |
| Italia    | 2 | 1 | 1 | 156 | 115 | +41  | 3    |
| Malaysia  | 2 | 0 | 2 | 50  | 199 | -149 | 2    |
| Messico   | 0 | 0 | 0 | 0   | 0   | 0    | 0    |

### Fase finale

#### Primo-Settimo posto
| Squadra       | P.ti | G | V | P | PF  | PS  | DP  |
| ------------- | ---- | - | - | - | --- | --- | --- |
| Stati Uniti   | 11   | 6 | 5 | 1 | 463 | 402 | +61 |
| Corea del Sud | 11   | 6 | 5 | 1 | 436 | 413 | +23 |
| Canada        | 10   | 6 | 5 | 1 | 395 | 366 | +29 |
| Australia     | 9    | 6 | 3 | 3 | 387 | 398 | -11 |
| Italia        | 8    | 6 | 2 | 4 | 386 | 376 | +10 |
| Giappone      | 7    | 6 | 1 | 5 | 350 | 377 | -27 |
| Francia       | 6    | 6 | 0 | 6 | 338 | 423 | -85 |

#### Ottavo-Dodicesimo posto
| Squadra     | G | V | P | PF  | PS  | DP   | P.ti |
| ----------- | - | - | - | --- | --- | ---- | ---- |
| Paesi Bassi | 4 | 4 | 0 | 278 | 193 | +185 | 8    |
| Brasile     | 4 | 3 | 1 | 373 | 258 | +115 | 7    |
| Bolivia     | 4 | 2 | 2 | 196 | 291 | +95  | 6    |
| Malaysia    | 4 | 1 | 3 | 217 | 333 | -115 | 5    |
| Senegal     | 4 | 0 | 4 | 207 | 296 | −89  | 4    |

## Classifica finale
| Campione del Mondo | Campione del Mondo | Campione del Mondo |
| --- | ------------------ | --- |
| Stati Uniti4 Heiss, 5 Warlick, 6 Meyers, 7 Trombly, 8 Swaim, 9 Rankin, 10 Lieberman, 11 Brown, 12 Blazejowski, 13 Curry, 14 Walker, 15 Kirchner, All. Pat Head |                    | |
| Argento | Corea del Sud      | Corea del Sud4 Song, 5 Jo E., 6 Jeong Y., 7 Hong Y., 8 Hong H., 9 Lee, 10 Jeong M., 11 Kang, 12 Jo Y., 13 Jeon, 14 Choe, 15 Park C., All. Sin Dong-pa                                                     |
| Bronzo | Canada             | Canada4 Hebb, 5 McPhail, 6 Critelli, 7 Huband, 8 Dignard, 9 Lang, 10 Smith, 11 Sweeney, 12 Clarkson, 13 Douglas, 14 Jackson, 15 Steele, All. Don McCrae                                                   |
| 4. | Australia          | Australia4 Williams, 5 Smithwick, 6 Wilson, 7 Cheesman, 8 Maar, 9 Gull, 10 Nykiel, 11 Mickan, 12 Hammond, 13 Amiet, 14 Gross, 15 Bennie, All. Jim Madigan                                                 |
| 5. | Italia             | Italia4 Vergnano, 5 Apostoli, 6 Ceschia, 7 Gorlin, 8 Faccin, 9 Piattoni, 10 Rossi, 11 Timolati, 12 Palombarini, 13 Bernardoni, 14 Piancastelli, 15 Baistrocchi, All. Bruno Arrigoni                       |
| 6. | Giappone           | Giappone4 Matsuoka, 5 Shibukawa, 6 Suzuki, 7 Araki, 8 Fukui, 9 C. Satō, 10 Iwasaki, 11 Otani, 12 Nakagawa, 13 K. Satō, 14 Koike, 15 Hashizume, All. Masatoshi Ozaki                                       |
| 7. | Francia            | Francia4 Sallois, 5 Malfois, 6 Guidotti, 7 Delmarle, 8 Sarabia, 9 Joly, 10 Simonetti, 11 Galard, 12 Labille, 13 Riffiod, 14 Bosero, 15 Sainte-Croix, All. Jean-Paul Cormy                                 |
| 8. | Paesi Bassi        | Paesi Bassi4 M. van der Meijs, 5 van Reemst, 6 Geurts, 7 de Liefde, 8 Brakel, 9 R. van der Meijs, 10 van der Veen, 11 Zwanenburg, 12 Maarschalkerweerd, 13 Posthumus, 14 Seca, 15 Pountain, All. Jos Pelk |
| 9. | Brasile            | Brasile4 Hortência, 5 Thelma, 6 Maria de Fátima, 7 Solange, 8 Paula, 9 Selma, 10 Simone, 11 Maria da Conceição, 12 Vânia Teixeira, 13 Suzete, 14 Tereza Boscariol, 15 Silvana, All. Antônio Barbosa       |
| 10. | Bolivia            | Bolivia4 Blanco, 5 Saavedra, 6 R. Rojas, 7 L. Rojas, 8 C. Zambrana, 9 Gandarillas, 10 Yáñez, 11 Pinto, 12 Sandoval, 13 Navia, 14 Quiñones, 15 N. Zambrana, All. Mario Orrico                              |
| 11. | Malaysia           | Malaysia4 Yau, 5 Guat, 6 Wee, 7 Sook, 8 Te, 9 Siew, 10 Jok, 11 Siok, 12 Gaik, 13 Sau, 14 Ah, 15 Kim, All. See Wah Tan                                                                                     |
| 12. | Senegal            | Senegal4 Basse, 5 Diop, 6 Guèye, 7 Diarrisso, 8 Diawara, 9 Coulibaly, 10 Kho. Touré, 11 Khar Touré, 12 Ndiaye, 13 Sarr, 14 M'Baye, 15 Diagne, All. Bonaventure Carvalho                                   |